# Siphona atoma
Siphona atoma là một loài ruồi trong họ Tachinidae.